# Горка (Ягановское сельское поселение)
Горка — деревня в Череповецком районе Вологодской области.
Входит в состав Ягановского сельского поселения, с точки зрения административно-территориального деления — в Ягановский сельсовет.
Расстояние по автодороге до районного центра Череповца — 39 км, до центра муниципального образования Яганово — 9 км. Ближайшие населённые пункты — Угрюмово, Павлово, Умлянда.
По переписи 2002 года население — 10 человек.